# Mireille Cottenjé
Mireille Robertine Cottenjé (Mouscron, 18 novembre 1933 - Bruges, 9 janvier 2006) est une écrivaine et infirmière belge néerlandophone. Elle a publié une vingtaine d’œuvres littéraires, des romans, des livres pour la jeunesse, des nouvelles et des pièces de théâtre largement basés sur ses expériences de vie personnelles avec le besoin de liberté et d'indépendance comme fil conducteur.

## Biographie
Mireille Robertine Cottenjé est née à Mouscron le 18 novembre 1933 dans une famille ouvrière. Elle est le deuxième enfant de Julien Cottenjé (1910-1989), un anarchiste, et Albertine Sintobin (1911-2002). La  famille s'installe rapidement à Bruges.
Dès l'âge d'un an et demi et jusqu'à ses dix ans, Mireille Cottenjé fréquente la crèche, puis l'école maternelle et primaire des Sœurs de l'Ordre de Saint-Vincent.  Elle souffre de la discipline, du manque de liberté, devient une enfant et une adolescente rebelle. 
Durant la Seconde Guerre mondiale, Son père est d'abord mobilisé , puis arrêté par la Gestapo, il s'enfuit et à la fin de la guerre, rentre chez lui grièvement blessé (il reste paralysé durant deux ans).
En 1944, Mireille Cottenjé commence ses études secondaires au Lycée Royal de Bruges, et suit en même temps des cours d'art dramatique au Conservatoire de Bruges. Elle participe à des séjours sportifs en Angleterre et en Écosse.
Après le lycée, en 1951, elle suit des  études d'infirmière psychiatrique à l'École francophone Saint-Anne de Mons. Après l'obtention de son diplôme, en 1955, et commence à travailler à la policlinique du Bond Moyson à Ostende où elle rencontre Robert Colombie, un architecte, qu'elle épouse le 11 février 1956. Le couple aura six enfants, Annemie et Patricia (1957-1957), Rick (1959-), Bart (1960-), Marjane (1963-) et Karlien (1969-). Elle commence une formation à l'Institut tropical d'Anvers.
Le 27 octobre de la même année, le couple part pour ce qui est alors le Congo belge, dans la province orientale du Kivu où Robert Colombie travaille à la Mission Anti Erosive (M.A.E.). De son côté, Mireille Cottenjé travaille comme infirmière auprès de la population autochtone de cette région isolée. Elle n'est ni payée ni soutenue par le gouvernement. 
Mireille Cottenjé relatera plus tard ses expériences congolaises dans son premier livre, Dagboek van Carla (1968) puis dans Lava (1973). 
À l'indépendance du Congo, en 1960, la famille retourne en Belgique. Mireille Cottenjé a du mal à se réhabituer à la vie en Belgique.  Elle travaille à la télévision flamande où elle présente la série documentaire sociale Wegwijzer de Paula Semer. Elle est comédienne dans la compagnie de théâtre itinérante De Vlaamse Comedie. 
En 1963, elle est enceinte et ne peut plus travailler, elle commence alors à réécrire ses journaux, perdus lors du retour précipité du Congo, sous forme de romans. Elle continue dans cette voie, s'inspirant de ses expériences personnelles pour écrire des romans avec un caractère autobiographique. Son thème récurrent est la liberté ou le manque de liberté dans la relation conjugale.  
Elle a une relation amoureuse avec l'écrivain flamand Jef Geeraerts, et entreprend avec lui un voyage de plusieurs mois en Laponie, qu'elle relate dans son livre Eeuwige Zomer (1969). Jef Geeraerts raconte sa propre version de cette relation dans Indian Summer. 
En 1968, elle réussit à faire publier son premier roman, Dagboek van Carla par Nijgh & Van Ditmar. La même année, elle voyage seule à travers l'Afrique du Sud.   
Mireille Cottenjé estime qu'elle manque de liberté dans son mariage, se sépare de son mari en 1973 et va vivre à Malines avec ses quatre enfants. Elle aura encore quelques relations mais aucune ne dure. À chaque fois, elle estime perdre de sa liberté.
Finalement, elle reste seule et devient une militante du mouvement féministe Pluralistische Actiegroep Gelijke Rechten Man-Vrouw (PAG). 
En 1979, elle déménage à Bruges avec ses enfants, pour se rapprocher de ses parents. Son père décède en 1989 et son mari le 11 septembre 1991.
Dans la première moitié des années 1990, elle fait encore quelques longs voyages (Vietnam et Afrique du Sud) et écrit un livre, Wisselspoor  sur le thème de la grossesse chez les adolescentes, après quoi elle met presque complètement fin à ses activités littéraires et féministes et se retire dans une ferme isolée. Mais elle continue à écrire ses journaux, ce qu'elle fait depuis l'âge de sept ans. 
En 1993, elle s'installe à Gand.
Pour son dernier grand voyage, elle se rend à Cuba avec l'écrivaine Elisabeth Marain.
Peu de temps après, Mireille Cottenjé, atteinte d'un cancer incurable, meurt lors d'une euthanasie à Bruges, le 9 janvier 2006, à l'âge de 72 ans. 
Le roman d'Elisabeth Marain, De laatste vlucht naar Havana sur ce voyage à Cuba est publié en 2018. Il raconte le voyage des deux femmes et offre un portrait engageant et nuancé d'une écrivaine inspirée.

## Œuvre littéraire
La lutte entre l'homme et la femme, la recherche de l'indépendance et de la liberté sont des constantes dans l'œuvre de Mireille Cottenjé. Ses livres ont un caractère autobiographique, se basant sur ses expériences personnelles. Elle s'expose beaucoup dans ses livres parce que, dit-elle, elle écrit pour elle-même, pas pour être publiée. Mireille Cottenjé s'en prend souvent à la position de soumission des femmes dans le mariage. Elle traite de la liberté de l'individu, qu'il soit masculin ou féminin, hétéro ou gay, son indépendance est un mode de vie. Elle exprime parfois crument ses sentiments et expose un érotisme farouche dans lequel les femmes considèrent les hommes comme des objets de plaisir, s'inscrivant ainsi dans la mouvance de la révolution sexuelle et de l'émancipation des femmes de la fin des années 1960. Ce style lui vaut souvent des critiques, ses lecteurs masculins et les défenseurs de la morale sont peu habitués à un langage peu châtié sous la plume d'une femme et au renversement des rôles. « Les gens qui ont évolué avec le temps savent maintenant très bien qu'une femme est autant un animal sexuel qu'un homme. Mais beaucoup de gens sont apparemment encore coincés dans cette mentalité du 19ème siècle du "sexe, c'est seulement pour les hommes". Et cela explique certaines réactions. » ,.
Son besoin d'écrire des récits basés sur des expériences intimes lui vaut aussi de l'hostilité de la part de ses enfants, surtout ses filles, et elle reste tout un temps sans les voir. D'après Elisabeth Marain c'est le souci de ne pas blesser ses proches qui la pousse cesser d'écrire (ou tout au moins de publier ses écrits), vu qu'elle est incapable d'écrire autre chose que des récits biographiques.
« Tous mes livres naissent d'émotions trop fortes... Wisselspoor. Quand je suis confuse, je dois canaliser mes émotions et je ne peux le faire qu'en écrivant. »
Eeuwige zomer relate sa briève liaison avec Jef Geeraerts. L'héroïne essaie d'échapper à une vie bourgeoise en parcourant la Laponie avec son amant artiste. Mais après l'euphorie et l'ivresse sexuelle, elle revient à la réalité et découvre que son amant est un macho.
Peu à peu, le récit autobiographique évolue vers l'engagement social, comme dans le recueil de nouvelles Mist (1979).  Elle aborde alors la discrimination raciale et le système carcéral.
En 1974, la pièce De Heilige kooi (la sainte cage) s'inscrit dans le thème du mariage raté et des problèmes entourant le divorce (le mari refuse de divorcer). 
Dans le même registre, la création de Straks is allang voorbij a lieu en 1976 au Fakkeltheater d'Anvers. La pièce qui traite aussi du divorce est régulièrement jouée pour des groupes spécifiques, souvent des groupes de femmes et Mireille Cottenjé participe aux débats d'après-représentation. De ces discussions, elle tire deux livres d'entretiens, l'un avec des témoignages de femmes divorcées: Met 13 aan tafel (Treize à table) et l'autre avec des témoignages d'hommes divorcés: Dertien mannen aan tafel (Treize hommes à table).
Elle écrit également des livres pour enfants : Het grote onrecht plusieurs fois récompensé, Waarom niet de waarheid?, du théâtre avec De Heilige kooi, Lieve Daddy et Straks is allang voorbij et des nouvelles, Mist.
Son œuvre littéraire ne se rattache à aucun mouvement et Mireille Cottenjé n'apparaît pas dans les revues de la littérature moderne, elle est une figure controversée parce qu'elle a osé défendre sa propre place dans le monde littéraire flamand,.
- Dagboek van Carla (1968)
- Eeuwige zomer  (1969)
- Het grote onrecht (1973)
- Lava (1973)
- Er zit muziek in de lucht  (1974)
- Kort lang, lang kort  (1974)
- De Heilige kooi
- Lieve Daddy (1975)
- Straks is allang voorbij (1976)
- Met 13 aan tafel  (1977) (
- Dertien mannen aan tafel (1978)
- Mist (1979)
- Muren doorbreken (1980)
- Waarom niet de waarheid? (1980)
- Zeg nu zelf: het gevangenisleven van een bink  (1981)
- De verkeerde minnaar  (1982)
- Ma gaat er vandoor(1982)
- Zo'n zeer bijzondere zondag (1986)
- Te klein voor de waarheid (1987)
- Octopus (1987)
- Jooris Van Hulle (1988)
- Wisselspoor (1991)
- Ik ben steeds op dorreis (..)

Traductions en français:
- Journal de Clara, La Longue vue, 1985  (ISBN 9782871210023)

## Distinctions
- 1971 :  Prix du Miniatuurtheater de Malines pour la pièce Lieve Daddy, qui paraît en 1975 aux éditions Soethoudt.

Ce prix prévoit que la pièce priée sera créée à Malines. Ce ne sera pas le cas pour Lieve Daddy et Mireille Cottenjé devra faire appel à un avocat pour recevoir le prix de 25 000 FB.  Lieve Daddy est finalement créé par le Nieuw Vlaams Toneel de Will Beckers.
- 1973 : Prix Knokke-Heist du meilleur livre pour la jeunesse pour Het grote onrecht.
- 1974 : Prix de la province de Flandre occidentale pour Het grote onrecht.
- 1974 : Prix de la Province d'Anvers pour Het grote onrecht
- 1980 : Prix d'État de littérature jeunesse (décerné tous les trois ans), notamment pour Er Zit Muziek in de Lucht (1974). Ce prix s'appelle désormais Prix de la Communauté flamande pour la littérature jeunesse.
- 1980 : Prix de la province de Flandre occidentale pour Muren doorbreken[2]